# Мисаил (Сопегин)
Архимандри́т Мисаи́л (в миру Михаи́л Григо́рьевич Сопе́гин ; около 1852, Спасский уезд, Рязанская губерния, Российская империя — 22 января (4) февраля 1940, Афон, Греция) — архимандрит Константинопольской православной церкви; настоятель Пантелеимонова монастыря (1905—1909) на Афоне.

## Биография
Родился около 1852 года в Спасском уезде Рязанской губернии.
В 1876 году приехал на Святую Гору Афон, где поступил в братию Пантелеимонова монастыря, а в 1879 году пострижен в монашество с наречением имени Мисаил.
В 1885 году был рукоположён в сан иеромонаха.
В мае 1905 года он по жребию был избран в наместники игумену Нифонту, а в ноябре того же года, по смерти игумена Нифонта, преемственно стал игуменом (настоятелем) Пантелеимонова монастыря.
Иноки Пантелеимонова монастыря называли отца Мисаила «мужем духовным», «мужественным подвижником». На его долю выпало руководить обителью в тяжёлое время: появление имябожнической смуты, вынужденный разрывом связи с Россией, потеря практически всех монастырских подворий и угодий. Во многом благодаря духовной мудрости и твёрдости игумена Мисаила монастырь не пришёл в полное разорение.
С 1935 года был частично парализован, но сохранял ясность сознания. Скончался 22 января (4) февраля 1940 года. Похоронен на кладбище Андреевского скита на Афоне.